# 孙伟 (1961年)
孙伟（1961年12月—），男，汉族，山东蓬莱人，中华人民共和国政治人物。北京大学地理系经济地理－区域与城市规划专业本科毕业；現任湖北省政協主席。

## 生平
1977年12月参加工作，早年为浙江省金华县多湖公社下乡知青。1979年考入北京大学地理系经济地理-区域与城市规划专业，毕业获得理学学士学位。
1983年8月起，先后在中华人民共和国城乡建设环境保护部、国务院旅游协调小组办公室、国务院办公厅工作，历任副主任科员、主任科员。1988年2月加入中国共产党。1991年4月，历任国务院办公厅秘书（副处级）、秘书二局四组副组长、秘书二局四组一秘（正处级）兼副组长、秘书二局四组组长、秘书二局三处处长。1999年5月，任国务院办公厅秘书二局助理政务专员兼三处处长。2000年6月，任吴邦国副总理秘书（2002年7月升为正局级）。2003年3月，任吴邦国委员长秘书。2003年7月，任全国人大常委会办公厅吴邦国委员长办公室主任。2004年10月，任第十届全国人大常委会副秘书长、机关党组成员、委员长办公室主任。2008年1月，当选第十一届全国人大代表（浙江）。2008年3月，任第十一届全国人大常委会副秘书长、机关党组成员。
2011年2月，任中共山东省委常委，山东省人民政府党组成员。2011年3月，任中共山东省委常委、副省长、山东省人民政府党组成员。2012年6月，任中共山东省委常委、山东省人民政府党组副书记、常务副省长。2012年11月，兼任山东行政学院院长。
2017年3月，任中共甘肃省委副书记。
2021年12月，任湖北省政协党组书记。2022年1月22日。当选湖北省政协主席。